# Petrus Gudmundi
Petrus Gudmundi Lincopensis, död 17 december 1672 i Klockrike socken, han var en svensk kyrkoherde i Klockrike församling.

## Biografi
Petrus Gudmundi var från Linköping och blev i maj 1624 student vid Uppsala universitet. Han prästvigdes 24 december 1672 till krigspräst vid infanteriet. Gudmundi blev 1637 huspredikant på Vittvik i Västra Eds socken. Han blev 1638 komminister i Hällestads församling och 1639 komminister i Brunneby församling. Gudmundi blev 1642 kyrkoherde i Klockrike församling och 1669 kontraktsprost i Bobergs kontrakt. Han avled 17 december 1672 i Klockrike socken.

### Familj
Gudmundi gifte sig första gången med Maria och andra gången med Greta Johansdotter Klase. Han gifte sig tredje gånger med Brita Födsling. De fick tillsammans sonen Johan Rudgerus.